# حوض شاه پایین
حوض شاه پایین (به لاتین: Howz-e Shah-e Pa'in) یک منطقهٔ مسکونی در افغانستان است که در ولسوالی خواهان واقع شده‌است.